# Strategiczna gra czasu rzeczywistego

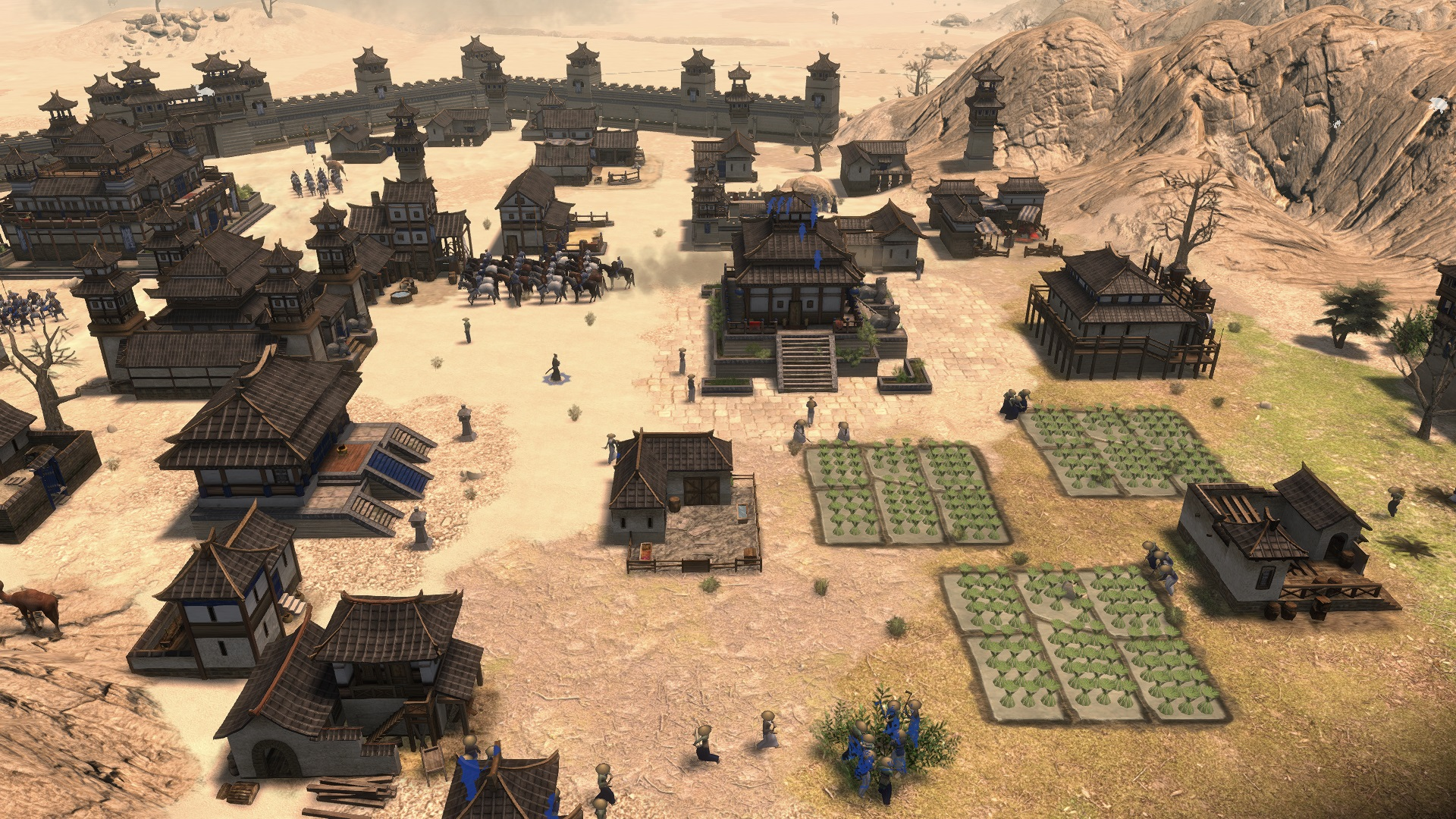
Zrzut ekranowy przykładowej gry RTS – 0 A.D.

Strategiczna gra czasu rzeczywistego (ang. real-time strategy, skrót. RTS) – gatunek gier komputerowych, będący modyfikacją turowych gier strategicznych, polegającą na niekrępowaniu graczy turami i kolejkami ruchów. Gracze mogą podejmować działania, kiedy chcą, natomiast skutki owych są widziane natychmiast. Gatunek ten stawia większy nacisk na szybkość podejmowania decyzji.
Wśród gier RTS wyróżnia się gry taktyczne czasu rzeczywistego (ang. real-time tactical game, RTT), podgatunek lub odrębny gatunek charakteryzujący się większym naciskiem na decyzje taktyczne związane bliżej z samą walką niż gospodarcze decyzje strategiczne. Jednym z najbardziej znanych przedstawicieli jest seria gier Myth. Strategiczne gry czasu rzeczywistego mogą zawierać też elementy z gier RPG, jak choćby bohaterów zdobywających poziomy doświadczenia (jak np. w Warcraft III: Reign of Chaos, czy SpellForce).

## Historia

### Geneza
Pierwsze komputerowe gry strategiczne pojawiają się pod koniec lat 70., najpierw na komputerach Mainframe, później zaś na pierwszych komputerach osobistych. Część tych gier inspiruje się grami planszowymi, w szczególności grami wojennymi, tak więc ich wspólną cechą jest rozgrywka turowa. Rozróżnienie pomiędzy turową grą strategiczną a strategiczną grą czasu rzeczywistego jest więc stosunkowo nową koncepcją. Aż do lat 90. większość gier strategicznych jest turowych, w przeciwieństwie do gier akcji, które rozgrywają się w czasie rzeczywistym. Uważano wówczas, że tych dwóch gatunków gier nie da się pogodzić ze względu na ich pochodzenie. Pierwsze z nich odziedziczyły długi czas rozgrywki oraz złożoność po wojennych grach planszowych, drugie zaś niedługi czas rozgrywki i prostotę po grach arkadowych. Wprowadzanie elementów czasu rzeczywistego do gry strategicznej było zatem rzadko wykorzystywane. W efekcie strategie czasu rzeczywistego pojawiały się stopniowo, począwszy od prób połączenia ekscytacji i szybkości rozgrywki gier akcji z taktyką oraz złożonością gier strategicznych. Pierwszym, który wykorzystał tę ideę, jest niewątpliwie Don Daglow – twórca gry strategicznej Utopia (1981). Wyraźnie odróżniając się od gier planszowych, Utopia wprowadza wiele zmian, dzięki którym może być uważany za jednego z prekursorów gier 4X jak również gier w budowanie miasta i gier w boga.
Po Cytron Masters, inne gry wojenne, takie jak Legionnaire (1982) autorstwa Chrisa Crawforda czy Stonkers (1983) sprawiają, że gatunek ewoluuje w kierunku stylu bardziej skupionego na akcji i taktyce.

### Pierwsza fala
Dopiero w 1992 termin „gra strategiczna czasu rzeczywistego” został po raz pierwszy użyty przez producenta Dune II, Bretta Sperry'ego, w celu opisania gry opracowanej przez Westwood Studios. Jeśli chodzi o samą koncepcję gry, jest ona tylko niewielkim krokiem naprzód w porównaniu do jej poprzedników, jednak jej sukces i wpływ są znaczące. Staje się pierwszą strategią czasu rzeczywistego, która definiuje swój gatunek oraz kolejne gry.
Pomimo sukcesu Dune II, w ciągu dwóch lat od wydania żadna gra strategiczna nie powraca do tego systemu gry. Dopiero Blizzard Entertainment wzmacnia fundamenty stworzone przez Dune II, by stworzyć prawdziwy gatunek, przenosząc ten system do świata średniowiecznej fantastyki w grze Warcraft: Orcs and Humans (1994).

### Kontynuacje gier
Westwood Studios tworzy następnie Command and Conquer (1995), duchowego spadkobiercę Dune II, którego akcja rozgrywa się w alternatywnej rzeczywistości końca lat 90. XX w. Spór toczy się o kontrolę nad pozaziemską substancją, Tiberium, pomiędzy dwiema frakcjami, Global Defense Initiative oraz Bractwem Nod. Gra oferuje szybszą rozgrywkę niż jej poprzednia wersja i wprowadza kilka ulepszeń, w tym możliwość wybierania wielu jednostek naraz za pomocą kliknięcia, tryb wieloosobowy, uproszczony interfejs i przerywniki filmowe, nakręcone z prawdziwymi aktorami na greenscreenie.
Jednocześnie, Blizzard Entertainment wykorzystuje pozytywne recenzje i komercyjny sukces Warcrafta, aby stworzyć kolejną część, Warcraft II: Tides of Darkness (1995). Pod względem technicznym, zostaje poprawiona grafika oraz interfejs, co pozwala na wybranie wielu jednostek jednocześnie, jak w Command and Conquer, łatwo wyświetlić statystyki wybranych jednostek oraz wydawać rozkazy takie jak pozostanie na miejscu, ściganie wroga czy patrolowanie. Warcraft II wprowadza także nowe zasoby, jednostki morskie, jednostki lotnicze oraz większe zróżnicowanie między dwiema frakcjami. Wreszcie wprowadzony zostaje nowy system – mgła wojny.

### Klony gier
Ze względu na sukcesy pierwszych gier strategicznych Westwood i Blizzard Entertainment oraz rywalizację pomiędzy ich tytułami, gatunek staje się szczególnie popularny i daje podstawę wielu klonom, mniej lub bardziej udanym. Pośród RTS-ów science fiction warto wymienić wydane w 1997 Conquest Earth, Dark Colony, Earth 2140 oraz Z wydane w 1996.
Gatunek ostatecznie zrywa z science fiction i fantasy w 1997 roku dzięki dwóm zupełnie odmiennym strategiom czasu rzeczywistego, opartym jednak na tym samym pomyśle. Pod kierownictwem jednego z twórców Cywilizacji, Ensemble Studios opracowało Age of Empires (1997), które odtwarza starcia między dwunastoma cywilizacjami starożytności na przestrzeni czterech epok.
Miesiąc po wydaniu Age of Empires, studio Enlight Software wydaje Seven Kingdoms (1997), które pozostaje stosunkowo niezauważone, pomimo znacznie większego rozbudowania strategii niż w większości RTS-ów tamtych czasów.
Po wieloletniej rozgrywce bazującej na systemie 2D, w grudniu 1997 strategiczne gry czasu rzeczywistego zaczynają korzystać z grafiki 3D wraz z premierą Dark Reign: The Future of War.
Pomimo graficznego podobieństwa do swoich poprzedników, gry w wersji 3D wykorzystują mapę ze zróżnicowanym ukształtowaniem terenu na wielu poziomach, które wpływa na odległość widzenia jednostek. Jednostki mogą teraz widzieć więcej dzięki widokowi z góry, ale również przyczaić się za drzewem lub skałą, aby przygotować zasadzkę lub ukryć się. Oprócz tej ewolucji, gra wprowadza również pewne innowacje, takie jak zdolność do wyłączania budynków w celu oszczędzania energii i przydzielanie misji do jednostek, bez konieczności późniejszej interwencji gracza.

### Umocnienie się gatunku
Równolegle z pojawieniem się gier RTS w 3D, tradycyjne gry z widokiem izometrycznym na stałe wpisują się w gatunek dzięki najpopularniejszym RTSom wszech czasów. Po rosnącym sukcesie Blizzard Entertainment wraz z dwoma pierwszymi Warcraftami, a następnie Diablo, studio wkracza w świat science fiction dzięki grze Starcraft (1998).
Następnie Ensemble Studios proponuje alternatywę dla Starcrafta – kontynuację swojego historycznego RTSa: Age of Empires II: The Age of Kings (1999).
W 2001 gra Empire Earth wyprodukowana przez studio Sierra Entertainment próbuje zająć miejsce Age of Empires II – historycznej strategii czasu rzeczywistego.
Westwood Studios kontynuuje swoje prace, publikując remake gry Dune II: Dune 2000 (1998).

### Eksperymenty i gry hybrydowe
Na początku 2000 roku popularność tego gatunku zaczęła spadać, a wydawcy porzucili klony Command & Conquer. Społeczność RTS-ów została podzielona pomiędzy lojalną grupę fanów skupiającą się na rywalizacji i aspekcie gry wieloosobowej, takiej jak StarCraft, oraz bardziej „peryferyjną” grupę, która preferuje kampanie solo lub gry hybrydowe, takie jak Anno, The Settlers albo grand strategy wargame, jak Europa Universalis.
Producenci i wydawcy, którzy próbują wejść na rynek gier RTS, zmieniają swoją strategię i eksperymentują z nowymi koncepcjami, aby dotrzeć do szerszej publiczności, często krzyżując RTS z innymi rodzajami gier komputerowych, np. Majesty: The Fantasy Kingdom Sim (2000), Warrior Kings: Battles (2002) lub Warcraft III: Reign of Chaos (2002) od Blizzard Entertainment.